# جولين جون غيريرو
جولين جون غيريرو (مواليد 14 أبريل 2004) هو لاعب كرة قدم إسباني يلعب في مركز خط الوسط في نادي ريال مدريد.

## وصلات خارجية
- جولين جون غيريرو على موقع قاعدة بيانات كرة القدم.إي يو (الإنجليزية)
- جولين جون غيريرو على موقع Soccerway.com (الإنجليزية)